# Domburg (Paesi Bassi)

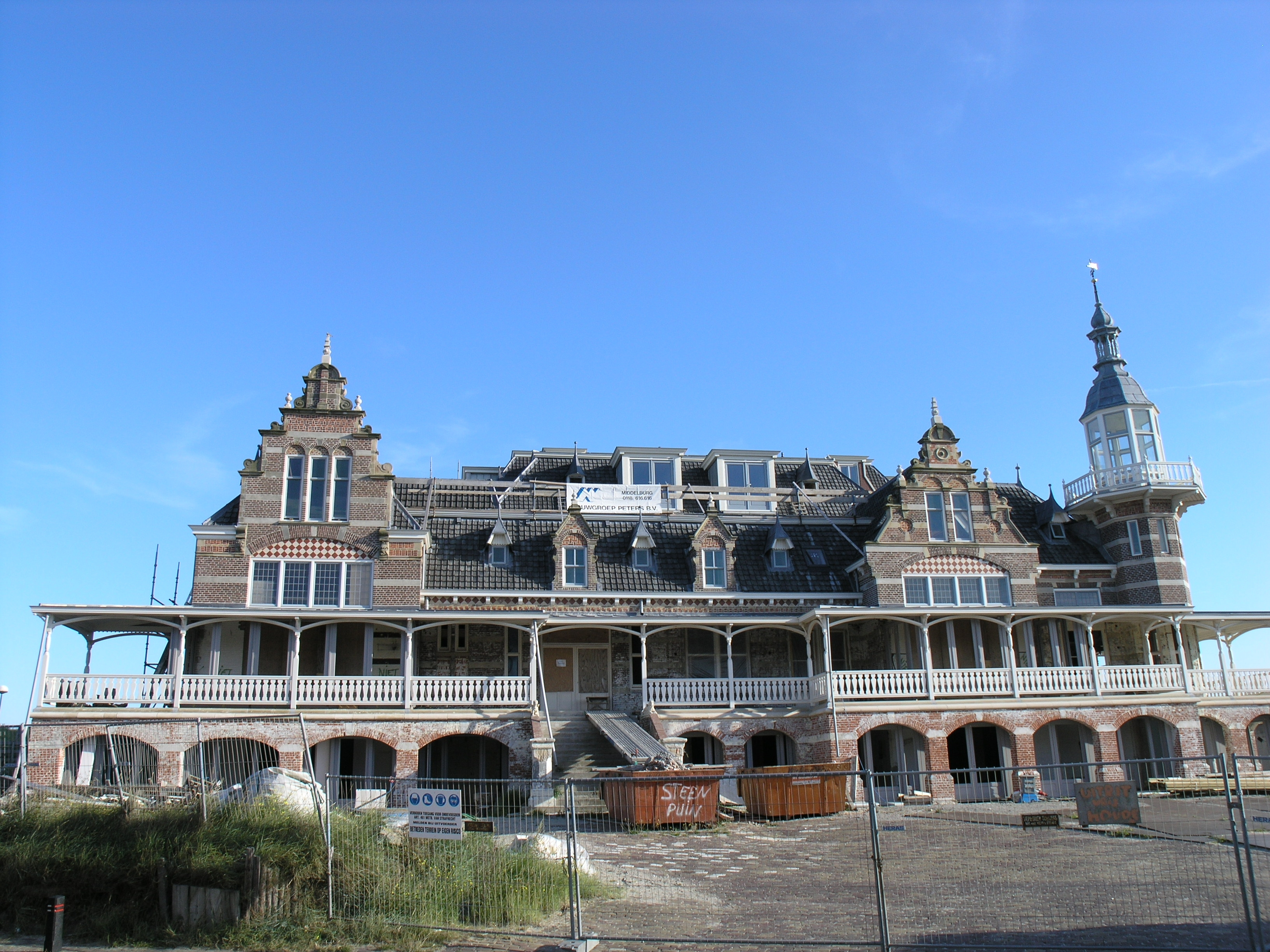
Domburg: il Badpaviljoen

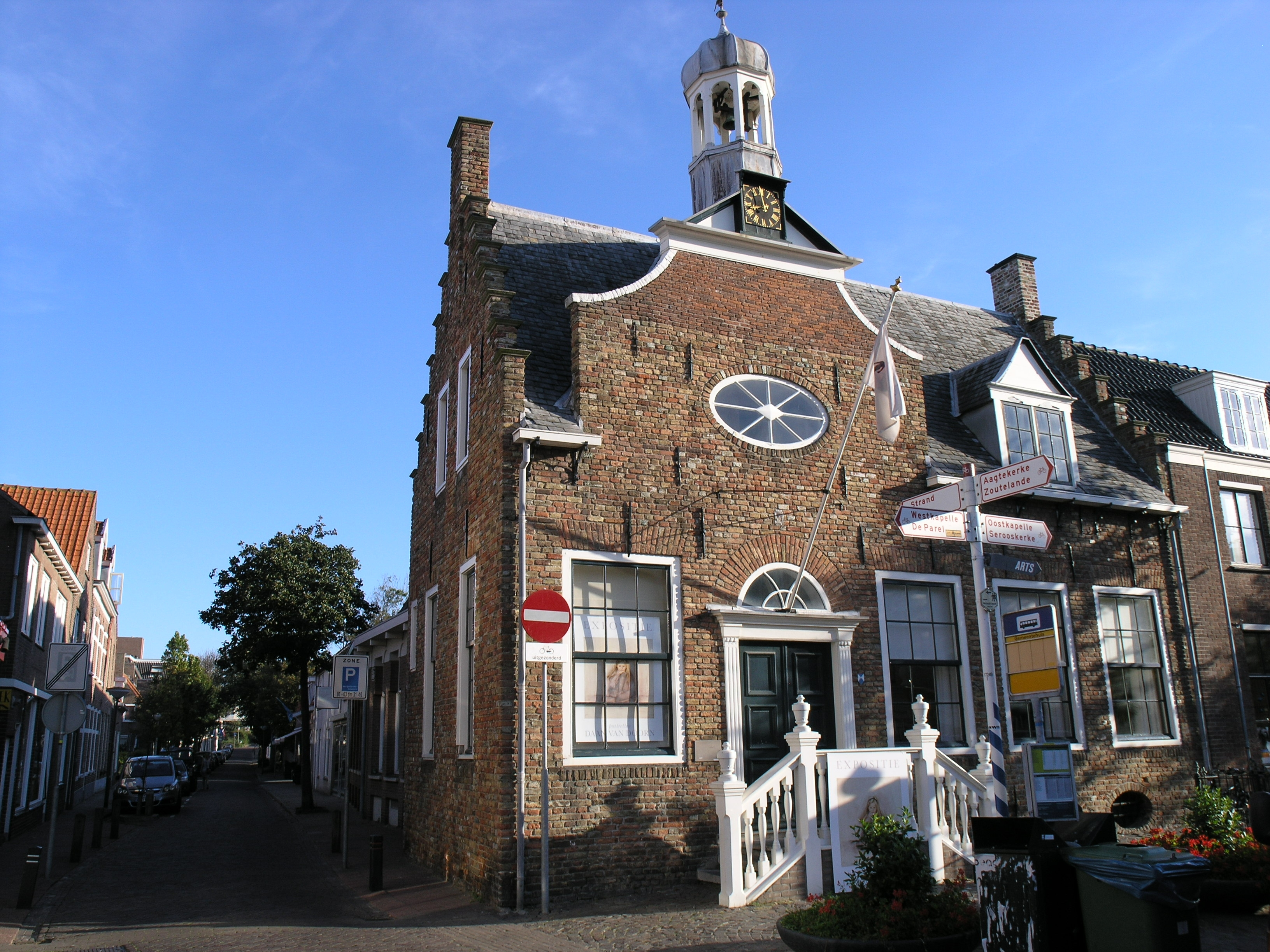
Domburg: il municipio

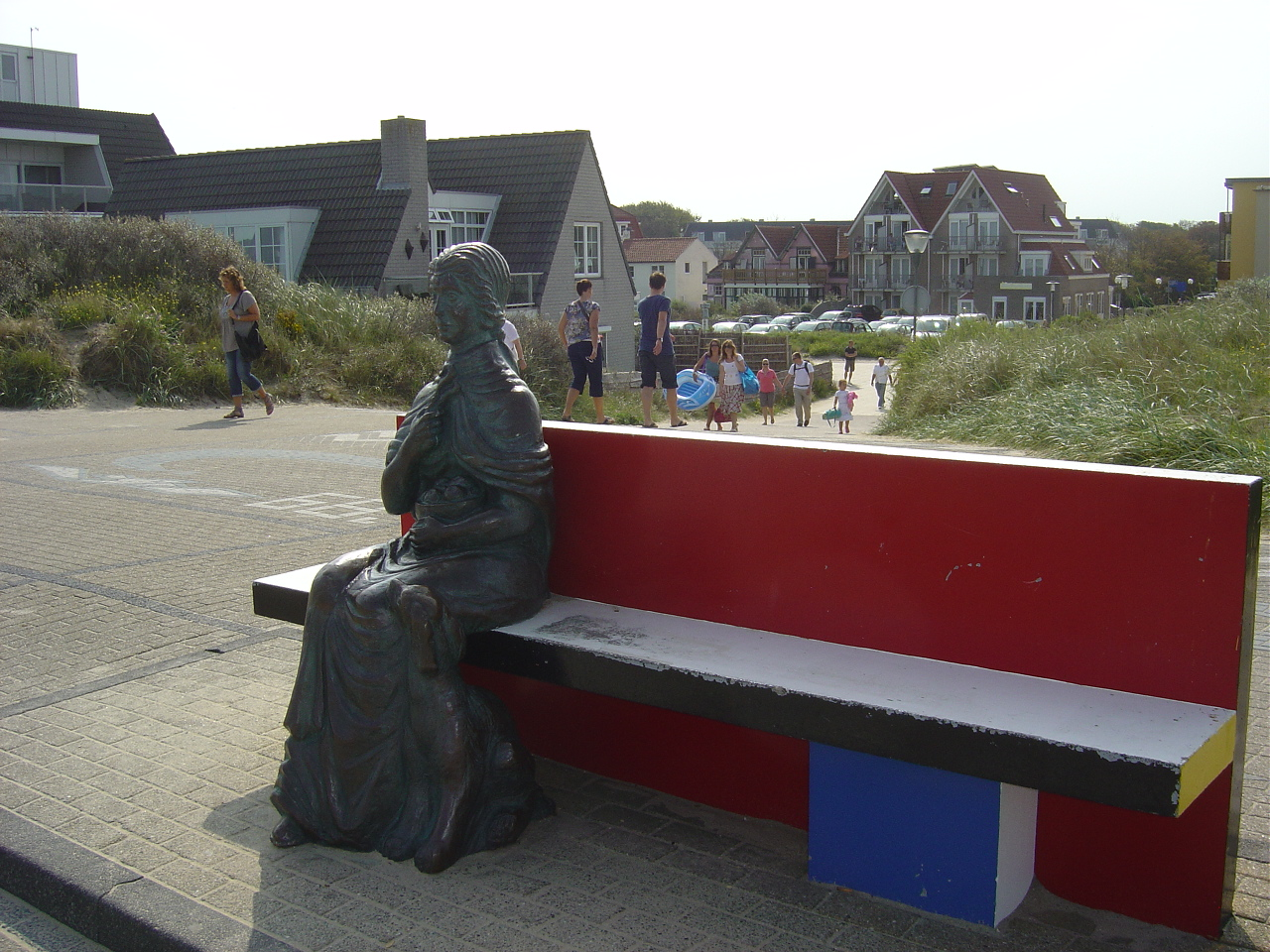
Domburg: la statua raffigurante la dea Nehalennia

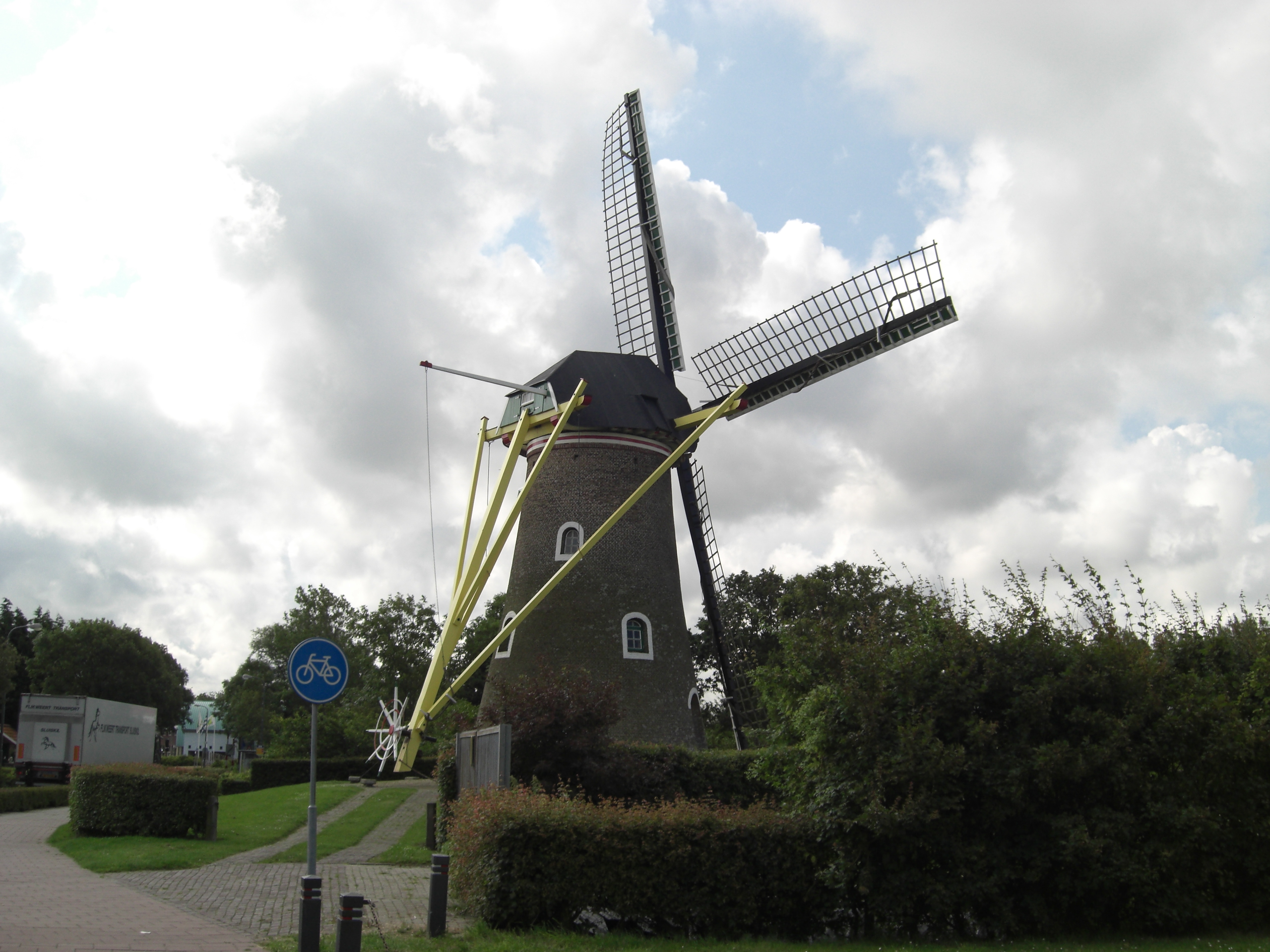
Domburg: il mulino Weltevreden

Domburg (pron.: /'dombørx/; 0,737 km²; 1.500 ab. circa) è una località balneare sul Mare del Nord del sud-ovest dei Paesi Bassi, situata nella penisola (ed ex-isola) di Walcheren, nella provincia della Zelanda (Zeeland). Dal punto di vista amministrativo si tratta di un'ex comune, dal 1997 accorpato alla municipalità di Veere, di cui rappresenta il capoluogo.
È non solo la più antica stazione balneare della Zelanda, ma anche una delle prime stazioni balneari dei Paesi Bassi: un tempo era meta esclusiva delle persone ricche (che provenivano da varie parti d'Europa), mentre oggi è frequentata dal turismo di massa.

## Etimologia
Il toponimo Domburg, attestato come Dumburch (1181-1210), Domborch (1271) significa letteralmente "fortezza tra le dune", essendo composto dal termine germanico dûn, "duna", e dal termine olandese burg, "fortezza", nome che si deve ad una fortificazione eretta in loco nel IX secolo.

## Geografia fisica

### Collocazione
Domburg si trova lungo la costa nord-occidentale della penisola di Walcheren (penisola situata nella parte centro-occidentale della provincia della Zelanda), tra le località di Westkapelle e Veere (rispettivamente a nord-est della prima e a nord-ovest della seconda), a circa 13 km a nord-ovest di Middelburg.

## Società

### Evoluzione demografica
Al censimento del 2012, Domburg contava una popolazione pari a 1 504 abitanti. Nel 2001 nel contava 1.245.

## Storia
La cittadina fu fondata nel IX secolo, quando fu costruita una fortificazione sulle dune del posto, fortificazione a cui - come detto - la località deve il proprio nome.
Nel 1223 fu conferito a Domburg dal conte Floris IV lo status di città.
Tra il XIII e il XIV secolo, la località era suddivisa in due zone distinte, ovvero Dumburgh infra castellum, chiamata anche Oostdomburg, e Dumburgh extra castellum, chiamata anche Westdomburg, con cui si intendeva rispettivamente la parte all'interno e la parte al di fuori delle mura.
Nei secoli successivi, tra il XV e la metà del XVI secolo la popolazione locale era dedita soprattutto alla pesca delle aringhe, all'agricoltura e alla caccia.
A partire dal XVII secolo, Domburg iniziò ad essere frequentata da turisti provenienti da Middelburg, che vi costruirono delle case estive.
Domburg divenne tuttavia ufficialmente una stazione balneare solo a partire dal 1834: i primi frequentatori furono sempre delle famiglie provenienti da Domburg, che nel 1837 costruirono il primo stabilimento balneare.
|  |

La popolarità di Domburg come stazione balneare crebbe anche grazie alla frequentazione - a partire dal settembre 1910 di un medico di nome Johann George Mezger, che si occupava di fisioterapia.
Tale popolarità fu interrotta soltanto dallo scoppio delle due guerre mondiali. In particolare, la località subì gravi danni nel corso della seconda guerra mondiale, dopo la quale fu intraprese un'opera di ricostruzione, in buona parte completata già nel 1948.

## Architettura
Domburg vanta complessivamente 28 edifici classificati come rijksmonumenten.
Alcuni edifici sono ornati da formelle raffiguranti gabbiani, delfini, ecc.

### Edifici e luoghi d'interesse

#### Municipio
L'ex-municipio è un edificio risalente al 1562.

#### Badpaviljoen
Il Badpaviljoen è un edificio risalente al 1889.

#### Chiesa protestante
A Domburg si trova una chiesa protestante risalente al XIII secolo.

#### Watertoren
La Watertoren ("Torre sull'acqua") è un edificio eretto nel 1933 e ricostruito nel 2012.

#### Villa Duinenburg
La Villa Duineburg è un edificio risalente al 1885.

#### Villa Carmen Sylva
La Villa Carmen Sylva è un edificio risalente al 1887.

#### Mulino Weltevreden
A Domburg si trova un mulino a vento, il mulino Weltevreden, risalente al 1817.

#### Museo Marie Tak van Poortvliet
Il Museo Marie Tak van Poortvliet (Marie Tak van Poortvliet Museum), ospitato in una villa locale, è un museo d'arte fondato nel XX secolo, che prende il nome dalla collezionista Marie Tak van Poortvliet (1871-1936).

## Feste & eventi
- Domburg Classic, gara di windsurf che si svolge ad inizio settembre[2][12]

## Amministrazione

### Gemellaggi
- Arenzano, dal 1958[13]